# Adolf Furrer (Politiker)
Adolf Furrer (* 9. Dezember 1897 in Derendingen; † 10. Februar 1978 in Caracas, heimatberechtigt in Bolken) war ein Schweizer Politiker (SP).

## Leben
Adolf Furrer wurde als Sohn von Johanna Vogt und seines gleichnamigen Vaters, der Schulhausabwart in Derendingen war, geboren. Er absolvierte in Solothurn das Lehrerseminar, das er 1916 mit dem Lehrerpatent abschloss. Anschliessend war er von 1918 bis 1933 Lehrer in Grenchen. 1933 wurde er Grenchner Stadtammann. Dieses Amt hatte er bis 1960 inne. Von 1935 bis 1963 sass Furrer für die Sozialdemokraten im Nationalrat. Furrer pflegte Beziehungen zur Stadt Genua, da Giuseppe Mazzini sein Schweizer Exil teilweise in Grenchen verbracht hatte. Bei einem Besuch der Familie seines Sohnes im venezolanischen Caracas verstarb er an einer Grippeerkrankung.

## Auszeichnungen
- 1953 Ehrenbürger von Genua
- 1965 Ehrenbürger von Grenchen
- 1975 Grenchner Kulturpreis